# サマー・アルティス
サマー・アルティス（Summer Altice、1979年12月23日 - ）はアメリカ合衆国のモデル。
カリフォルニア州ファウンテンヴァレー出身。